# グリコ・森永事件
グリコ・森永事件（グリコ・もりながじけん）とは、1984年（昭和59年）と1985年（昭和60年）に日本の阪神間（大阪府・兵庫県）を舞台に食品会社を標的とした一連の企業脅迫事件。
警察庁広域重要指定114号事件。また、略して「グリ森事件」「グリ森」とも言われる。犯人が「かい人21面相」と名乗ったことから、かい人21面相事件などとも呼ばれる。
2000年（平成12年）2月13日に愛知青酸入り菓子ばら撒き事件の殺人未遂罪が時効を迎え、すべての事件の公訴時効が成立してこの事件は完全犯罪となり、警察庁広域重要指定事件では初の未解決事件となった。

## 概要
1984年3月、江崎グリコ社長江崎勝久を拉致して身代金を要求した事件を皮切りに、江崎グリコに対して脅迫や放火を起こす。その後、丸大食品、森永製菓、ハウス食品、不二家、駿河屋など食品企業を次々と脅迫。現金の引き渡しにおいては次々と指定場所を変えたが、犯人は一度も現金の引き渡し場所に現れなかった。犯人と思しき人物が何度か目撃されたが逃げられてしまったため、結局正体は分からなかった。
その他、1984年5月と9月、1985年2月に小売店で青酸入り菓子を置き、日本全国を不安に陥れた。
1984年4月12日に警察庁広域重要指定事件に指定された。
2000年（平成12年）2月13日に東京・愛知青酸入り菓子ばら撒き事件の殺人未遂罪が時効を迎え、すべての事件の公訴時効が成立。警察庁広域重要指定事件としては初めて犯人を検挙出来なかった未解決事件となった。
2005年（平成17年）3月に除斥期間（民法第724条）が経過し、民法上の損害賠償請求権が消滅した。
企業への脅迫状とは別に報道機関や週刊誌などに挑戦状を送りつけ、毒入り菓子をばらまいて社会一般を騒ぎに巻き込んだことで、評論家の赤塚行雄から劇場型犯罪と名付けられた。同時期にこの事件と並行して話題となっていた三浦和義のロス疑惑とともに当時の世相として振り返られることも多い。

## 一連の事件

### 江崎グリコ社長誘拐事件
1984年3月18日21時ごろ、当時兵庫県西宮市二見町に居住していた江崎グリコ社長江崎勝久の実母宅に拳銃と空気銃を構えた2人の男が勝手口を破って押し入り（家の外には車の運転手役の男がおり、犯行は3人組の男が実行している）、社長宅の合鍵を奪った。2人組はそのまま隣家の社長宅の勝手口から侵入、社長夫人と長女を襲い、2人を後ろ手に縛って脇のトイレに閉じ込めた。その後、2人の男は浴室に侵入。長男、次女と入浴中だった社長を銃で脅し、全裸のまま拉致（略取）した。夫人はこの後、自力でテープをほどいて110番通報。
翌3月19日1時ごろ、大阪府高槻市の江崎グリコ取締役宅に犯人の男から指定の場所に来るよう電話がある。取締役が指定場所に向かうと、社長の身代金として現金10億円と金塊100kgを要求する脅迫状があった。
この段階から、兵庫県・大阪府にまたがる重大事案として、兵庫県警察本部、大阪府警察本部による合同捜査体制が始まる。その後、犯人の男から電話があり別の指定場所に身代金を持って来るよう要求したが、結局犯人は現れなかった。犯人グループが要求した現金10億円は高さ9.5mで重量は130kg、これに加えて金塊100キログラムでは運搬が困難であり、合同捜査本部ではどこまで犯人グループが本気で要求していたのかいぶかる声もあったが、要求に従ってグリコはそれらを用意した。社長の母や社長夫人が犯人に対して「お金なら出します」と言ったにもかかわらず「金はいらん」と犯人が答えたこと、身代金が目的なら抵抗される可能性が少ない7歳の社長長女を誘拐するほうがリスクが少ないのにわざわざ成人男性である江崎を拉致していることなどが身代金目的の拉致としては不可解な点であり、金目的ではなく怨恨が犯行の原因という説の根拠となった。
その後、拉致事件は急展開する。事件から3日後の3月21日14時30分ごろ、日本国有鉄道（国鉄、現在のJRグループ）職員から110番通報を受けた大阪府茨木警察署によって江崎が保護された。江崎の証言によると、大阪府茨木市の東海道新幹線車両基地近くを流れる安威川沿いにある治水組合の水防倉庫から自力で抜け出したとされ、対岸に見えた摂津市の大阪貨物ターミナル駅構内へ駆け込み、居合わせた作業員達によって無事に保護された。

### 江崎グリコ脅迫事件
1984年4月2日、江崎宅に差出人不明の脅迫状が届く。内容は4月8日に指定場所へ現金6000万円を持ってくるよう要求。脅迫状には塩酸入りの目薬の容器が同封されていた。4月8日に現金受け渡し指定場所に警察が張りこむも、犯人は現れなかった。
4月8日には、犯人グループから大阪の毎日新聞とサンケイ新聞へ手紙が届く。マスコミ宛に世間一般への公開を前提とした初めての挑戦状だった。手紙には無署名で封筒の差出人名は江崎の名前を使っていた。
4月23日、江崎グリコに1億2000万円を要求する脅迫状が届く。現金受け渡し日は4月24日に指定されていたが、レストランから名神高速道路吹田サービスエリア、電話ボックスと現金を受け渡す運転手をたらい回しにし、犯人は現金受け渡しに現れなかった。
同日にはマスコミ宛に2回目の挑戦状が送られており、これ以後、犯人グループは「かい人21面相」を自称するようになる。このネーミングは江戸川乱歩の小説『少年探偵団』シリーズに登場する怪人二十面相に由来するものとみられる。
5月31日、江崎グリコに3億円を要求する脅迫状が届く。6月2日に摂津市内のレストランの駐車場に3億円を積んだ車を置くことを指示。6月2日、大阪府警察本部刑事部捜査第一課は特殊事件係を中心に30人体制で犯人を待ち受けた。後部トランクに忍んだ捜査官がスイッチを押すことにより、エンジンをストップできる細工を施された車を駐車場に置き、周辺には特殊事件係が展開した。
20時45分頃、駐車場に不審な男が現れ、そのまま車に乗りこむ。後部トランクの捜査官は無線機のトラブルにより連絡が取れなくなり、予定の地点よりも早くエンジンをストップさせた。特殊事件係の捜査車両数台に包囲され、運転手は取り押さえられた。しかし、運転手は犯人から脅されて、駐車場の車に乗って別の指定場所まで運転するよう指示されただけで事件とは無関係と判明（後述の寝屋川アベック襲撃事件を参照）。特殊事件係の捜査官数人は運転手が行く予定だった指定場所に捜査車両を急行させると、不審車両1台が走り去ろうとしたため追跡。ところが、国道1号線の交差点で見失ってしまう。
6月26日、犯人グループからマスコミに挑戦状が届き、「こども なかせたら わしらも こまる 江崎グリコ ゆるしたる」と江崎グリコへの脅迫収束宣言をする。この挑戦状で犯人グループは「ヨーロッパへ行く。来年1月に帰ってくる」と国外逃亡を示唆していたが、後日別の挑戦状で「警察がうるさくていけなかった。もうすぐ一仕事してから行くつもりだ」と述べ、国外逃亡を事実上断念している。
その後、9月の森永製菓脅迫事件が発覚するまで報道上の犯人グループの動きはなかったが、後述の通り丸大食品を脅迫している。

### 江崎グリコ本社放火事件
1984年4月10日20時50分頃、大阪府大阪市西淀川区の江崎グリコ本社で放火が発生。火元は工務部試作室であり、火は棟続きの作業員更衣室にも燃え移り、試作室約150m2は全焼。
21時20分、本社から約3 km離れたグリコ栄養食品でも車庫に止めてあったライトバン(三菱・ランサーバン)が放火される。こちらはすぐに消し止められた。犯人はガソリンの入った容器に布を詰めたものに火をつけていた。
出火の直後には、帽子を被った不審な男がバッグを抱えて逃げるのが目撃されている。

### 兵庫青酸菓子ばら撒き事件
1984年5月10日に毎日新聞、読売新聞、サンケイ新聞、朝日新聞の4社にかい人21面相から「グリコの せい品に せいさんソーダ いれた」と挑戦状が届いた。
さらに挑戦状には全国にばらまくとの予告があり、挑戦状の終わりには「グリコを たべて はかばへ行こう」とまで書かれていた。その事態を受けて大手スーパーはグリコ製品の撤去を始めた。
この時は、実際に青酸入りの製品が発見されたり、また青酸入りの製品が送り付けられたりすることはなかった。

### 寝屋川アベック襲撃事件
1984年6月2日、グリコ脅迫事件において指定されたレストランの駐車場より約2.8km離れた寝屋川市で、商事会社に勤める男性と同僚で恋人の女性が車でデートをしていた。しかし、20時15分ごろ、停車中に男3人組に襲われる。男性は元自衛官で腕力には自信があったが、さすがに3対1では敵わなかった。男3人組は男性が無抵抗になるまで殴打を続け、その後車に乗せて黒い布袋をかぶせた。
1人は別の車に女性を連れ去り、残る2人組が男性の車に乗りこみ、男性はグリコ脅迫事件において指定されたレストランの近くまで運転しないと女性の命を保証しないと脅迫され、犯人の言われるままに行動。レストランの近くまで運転すると降ろされ、駐車場にある車に乗って別の指定場所まで運転するよう指示された。
その後この男性は、大阪府警察本部捜査第一課に犯人と誤認され身柄を確保されたが、事情聴取中に事件とは無関係なことが判明したため、誤認逮捕されることなく、すぐに放免された。
一方、女性は別の車に乗せられ、21時半ごろに降ろされた。女性は犯人からタクシー代として2000円を渡されている。
6月3日未明、男性の車が寝屋川市の神社の参道に乗り捨ててあるのが発見された。

### 丸大食品脅迫事件

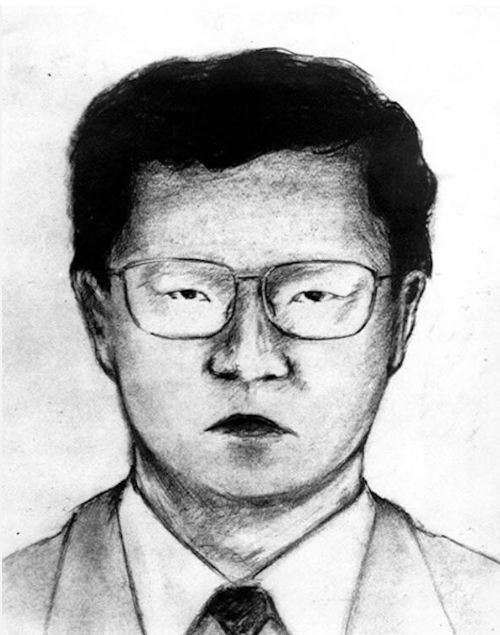
キツネ目の男

1984年6月22日、大阪府高槻市の丸大食品に脅迫状が届く。内容は「グリコと同じ目にあいたくなかったら、5千万円用意しろ」というものだった。犯人はこの裏取引に応じる合図としてパート従業員募集の新聞広告の掲載を求め、高槻市の常務宅に現金をボストンバッグに用意して待機するよう要求。警察に通報した丸大は、大阪府警本部の指導で犯人の要求通りに行動する。
1984年6月28日20時3分、犯人からの電話があった。女性による録音で「高槻駅前の看板に指示書が貼り付けてあるので確認しろ」との内容であった。大阪府警本部は捜査第一課特殊事件係を中心とした捜査部隊を、高槻市の常務宅と周辺にスタンバイさせており、丸大社員になりすました刑事を直ちに高槻駅へ向かわせた。高槻駅前の看板には「国鉄高槻駅で指定する時間の京都駅行き電車に乗って左側の窓に白い旗が見え次第車窓から金を詰めたボストンバッグを投げ落とせ」と指示するタイプ文字の指示書があった。
丸大社員役の刑事を含め7人の特殊事件係刑事が指定された電車に乗り込む。白い旗が見えた山崎駅 - 神足駅（1995年に長岡京駅に改称）間には捜査部隊の配置が間に合わなかったため、ボストンバッグを投げ落とさず高槻駅から終点の京都駅まで乗ることになった。
指定の電車に乗った刑事は電車内で不審な男を発見。そのキツネ目の不審男は丸大社員役の刑事を見張っていた。さらに刑事達が乗った帰りの電車に、キツネ目の男が乗り込む。刑事達はキツネ目の男を警戒する。
しかし、現金受渡し時に現行犯逮捕して犯人グループを一網打尽にする方針を採っていた捜査本部は、刑事に逮捕権限を与えず、命令があるまで接触しないよう行動を制限していたため、それ以上のことはできなかった。
結局、キツネ目の男は駅を下りると改札口を出た後の雑踏に紛れ、刑事はキツネ目の男の姿を見失った。
7月にも丸大食品取締役宅に現金を要求する脅迫状が届く。7月6日20時7分、子供の声の録音で指定場所に来るよう指示。場所の変更は4回にも及び、最後の指定場所に現金を詰めたバッグを置くよう指示があったが、結局犯人は現れなかった。
森永製菓脅迫事件が発覚した後の11月になって犯人がマスコミへの手紙に高槻市の食品会社を脅迫したとして、「わるでもええ かい人21面相のようになってくれたら」と丸大食品のキャッチコピー「わんぱくでもいい たくましく育ってほしい」をもじった言葉を使ったため、丸大食品へ脅迫したことが分かり、丸大食品への脅迫が世間に知られるようになった。

### 森永製菓脅迫事件
1984年9月12日朝、大阪府大阪市の森永製菓関西販売本部に数千万円を要求する脅迫状が届く。脅迫状には「グリコと同じめにあいたくなければ、1億円出せ」「要求に応じなければ、製品に青酸ソーダを入れて 店頭に置く」と書かれており、青酸入りの菓子が同封されていた。脅迫状には、グリコが犯人グループに6億円を支払ったと書かれていたが、真偽のほどは定かではない。
9月18日に犯人から関西支社に電話があり、子供の声で現金の受渡し場所を指定した内容の録音を、5回繰り返し再生した。その後、指定場所に行くと別の指定場所で現金を置くよう指示があり、現金を置くも、犯人は姿を現さなかった。この電話は10月11日に一般に公開された。
なお、森永製菓に脅迫状が送られる直前の9月4日には、京都府京都市と大阪市で京都府警察の元巡査部長・廣田雅晴（1998年に死刑確定）による京都・大阪連続強盗殺人事件（警察庁広域重要指定115号事件）が発生しており、大阪府警は同時に2件の重要事件の捜査に追われることとなった。また、9月25日には『朝日新聞』『毎日新聞』『読売新聞』『サンケイ新聞』の4紙宛てに、犯人グループから「挑戦状」が送られたが、犯人はその中で「警官広田は かっこ ええやんか」と115号事件を引き合いに出した上で、「あほは なんぼ がんばっても あほや」「あんな どじばかり しとったら 小がくせいでも あいて してくれへん ように なるで こくみんの ぜい金 むだづかい せえへんように もっと べんきょう せえや」など、大阪府警を嘲笑するような内容を綴っている。

### 二府二県青酸入り菓子ばら撒き事件
1984年10月7日から10月13日にかけて、大阪府、兵庫県、京都府、愛知県のスーパーやコンビニから不審な森永製品が相次いで発見された。江崎勝久が当時居住していた自宅のすぐそばにあるコンビニもターゲットにされた。
「どくいり きけん たべたら しぬで かい人21面相」と書かれた紙を貼った森永製品が置かれており、菓子の中に青酸ソーダが混入されていた。青酸入り菓子は13個発見された。
この間の10月8日には阪急百貨店などにも森永製品を置かないよう要求する脅迫状が届いた。この脅迫状の中では「わしらに さからいおったから 森永つぶしたる」とまで宣言している。
10月15日にはNHK大阪放送局に青酸ソーダの錠剤が送りつけられた。新聞各社への挑戦状にはこの青酸ソーダで何人殺せるかというクイズを出し、「賞品」は青酸入り森永製品、「宛先」は「刑死ちょう そうむ部きかく課長」〔ママ〕と記されていた。
そして、この事件を重く見た警察は10月16日にコンビニに青酸入り製品を置いたとされる防犯カメラに写った人物の写真を公開した。

### ハウス食品脅迫事件
1984年11月7日、ハウス食品工業（現:ハウス食品グループ本社）総務部長宅に脅迫状が届く。浦上郁夫社長宛ての脅迫状は現金1億円を要求する内容で、受け渡し日は11月14日、場所は京都市伏見区下鳥羽にあるレストラン「さと」と指定しており、別の脅迫状には青酸ソーダ混入のハウスシチューと江崎グリコの江崎勝久社長を拉致監禁したときに社長の声を吹き込んだ録音テープが同封されていた。
11月14日、指定されたレストラン「さと」の駐車場に、1億円を積んだ車を待機させ、車内にはハウス社員に変装した大阪府警本部の捜査第一課特殊事件係、周囲には京都府警察本部刑事部の刑事が多数配置された。
20時20分、脅迫状の予告通り犯人から総務部長宅に電話連絡がかかる。子供の声の録音で受け渡し場所を「バス停城南宮のベンチの腰掛けの裏」と指定。これを機に合同捜査本部は大阪・京都に刑事を多数配置した。その指定場所である城南宮バス停留所（京都市バス・京阪バスの停留所）へ行くと、「大津の サービスエリヤ の 身障者用の ちゅう車場の ○印の ところで とまれ」と書かれていた別の場所を指定するメモが残されており、場所の変更はこれらを含めて延べ4回繰り返された。この間、その城南宮バス停留所に隣接している名神高速道路京都南インターチェンジ付近で、警戒中の京都府警察本部の刑事がキツネ目の男を発見し、合同捜査本部に報告する。この日、キツネ目の男は3回にわたって刑事に目撃される。4回にも及んだ場所の変更指示によって、現金を乗せた車が大津サービスエリアに向かった。
滋賀県警察本部には合同捜査本部から現金授受への捜査共助を要請されていたが、「名神高速道路エリア内は大阪府警本部を配置するので、名神高速道路に入らないように」と言われていた。しかし、滋賀県本部は突発事案に対応すべく刑事部捜査第一課の刑事2人を大津サービスエリアに配置する。そして大津サービスエリアに配置された刑事はキツネ目の男を発見する。キツネ目の男は尾行点検をしたり、ベンチに何かを張り付けるなどの特異動向があったものの、職務質問などは禁じられていたため、刑事はそのまま撤収したという。
滋賀県警の刑事が撤収した後、大津サービスエリアに到着した大阪府警の刑事は現金輸送車の様子を伺う不審者を目撃する。不審者の人相は、丸大脅迫事件に目撃されたキツネ目の男と一致。しかし刑事は尾行や職務質問する権限を与えられていなかったため、キツネ目の男はそのまま一般道路の方へ去って行った。
現金輸送車は指示通り草津パーキングエリアへ向かった。そこで、「名古屋方面に向かい、白い布が見えたら、白い布の下の缶に入れた指示書を見ろ」という指示を受ける。現金輸送車が到着するよりも先に、白い布が草津パーキングエリアから東へ5 kmの地点の道路脇の防護フェンスに取り付けられているのが発見された。道路管理局の巡回記録によると、14日20時50分から21時18分の間に取りつけられたものと判明。しかも白い布が付けられた防護フェンス付近には無線通信が不能な場所があったため、合同捜査本部にとっては最悪の展開となる。その場所は、県道川辺御園線が交差していた。合同捜査本部はこの県道と名神の交差部分を封鎖したが、問題の空き缶がなかった。犯人らしい男も姿を見せず、22時20分に捜査は打ち切られた。
一方、白い布があった場所の下を通る県道川辺御園線付近で、パトカーがパトロールをしており、一連の事件捜査を知らない滋賀県警の所轄署外勤課員が、夜なのに無灯火の不審な白いライトバン(日産サニーADバン、ナンバープレート大阪46ほ2189)を発見。外勤課員が職務質問するために白のライトバンに駆け寄り懐中電灯を照らすと、運転席に男がいた。しかし、白のライトバンは急に発進。白のライトバンはパトカーと激しいカーチェイスを繰り広げパトカーを振り切った。21時25分、白いライトバンが発見されたが、男の姿はなかった。白いライトバンは11月12日に盗難された車と判明した。パトカーが不審車の前方をふさぐように停車せずに、横付けしたことを失策と指摘する論調もあった。取り逃がした外勤課員は責任を取って後に辞職し、滋賀県警本部長は自殺した（グリコ・森永事件#事件の終息）。
11月19日、ハウス食品工業課長に脅迫状が届く。11月14日の現金輸送車監視状況が書かれていた。今は森永を相手にしており、暇になったら連絡するとも書かれており、事実上の脅迫休止宣言とも受け取れた。
12月11日、パトカーの乗員3人の証言を元に作成された不審車両の運転手の似顔絵が公開された。

### 不二家脅迫事件
1984年12月7日、不二家の労務部長宅に脅迫状が届く。脅迫状にはテープと青酸ソーダが同封されていた。
12月15日、不二家の労務部長宅に脅迫状が届く。12月23日に大阪梅田の百貨店屋上から2000万円ばらまくことを要求。不二家は従わなかった。
12月26日、東京のスーパー社長宅に脅迫状が届く。1月5日に不二家に、池袋のビル屋上から2000万円ばらまくことを要求。不二家は従わなかった。
1985年1月11日に不二家脅迫事件が初めて報道され、かい人21面相が不二家を脅迫していたことが明らかとなった。
なお、事件発生直前の12月4日、アマチュア無線の7MHz帯オフバンド（指定範囲外の周波数）にて「21面相、こちら玉三郎」「クスリは用意できたか」「ひと、ふた、ひと、ろく（12月16日を指すと推定）、航空券が往復確実に取れてR6（アマチュア無線での沖縄郵政管理事務所（現沖縄総合通信事務所）の地域番号と推定）へ行く場合は日帰りで必ずアシがつかないように戻ってくるように」「不二家はやっぱり金払わんちゅうとんのけ」「不二家あきらめたほうがええわなこりゃ」などいう「21面相」と「玉三郎」を名乗る2人の交信が北海道岩内郡のアマチュア無線家によって偶然にも傍受録音されていた（北海道テープ）。捜査本部は犯人グループの可能性が高いと判断して、捜査が行われ、一部はマスコミ向けに公開された。しかし、普通の長距離電話で間に合うであろう通信を、なぜ傍受される可能性が高いアマチュア無線を使用して行ったのかは不明である。

### 東京・愛知青酸入り菓子ばら撒き事件
バレンタインデー直前の1985年2月13日に報道機関にバレンタインデー粉砕を主張する挑戦状が届く。これと前後して東京都と愛知県で「どくいり きけん」と書かれたラベルが貼られた青酸入りチョコレートが相次いで発見される。青酸の入ってないものには「どくなし あんしん」と書かれていた。この事件では、脅迫の対象となったことのあるグリコ、森永、不二家のものに加えて、明治製菓とロッテのチョコレートもばらまかれていた。

### 駿河屋脅迫事件
1985年2月24日、マスコミに森永製菓への脅迫を終結させる休戦状が届いた。
その直後の3月6日、和歌山県の老舗和菓子会社の駿河屋に5000万円を要求する脅迫状が届く。
しかし、3月8日に犯人から現金受け渡しを延期する旨の通告が届く。その後、犯人から駿河屋への連絡はなかった。

### 事件の終息
ハウス食品事件で不審車両を取り逃がした滋賀県警本部長の山本昌二は「責任はすべて私にある。取り逃したパトカーの警察官に責任はない」と公言して1985年2月に辞意を示したがすぐには認められず、同年8月7日に辞任挨拶の記者会見後、遺書3通をのこして自宅で灯油をかぶり焼身自殺した。遺書は公表されていないが、一般に失態を苦にしたものと解釈されている。本部長は高校卒業後巡査からの叩き上げで、当時ノンキャリア組で本部長まで上り詰めたのは全国でもわずか4人だけという人物であった。
8月12日、犯人側から「くいもんの 会社 いびるの もお やめや」との終息宣言が送りつけられた。理由は、その5日前に自殺した滋賀県警本部長への香典代わりというものだった。
脅迫状の届いた会社の一つであったハウス食品工業社長の浦上郁夫は、事件の終息を同社創業者で先代社長である父親の墓前に報告するため8月12日に日本航空123便に搭乗、その墜落事故で犠牲となった。
この終息宣言の後、完全に犯人の動きがなくなった。
1994年（平成6年）に江崎グリコ社長誘拐事件が公訴時効になり、捜査本部の体制は大幅に縮小される。
さらに2000年2月13日0時に東京・愛知で青酸入りの菓子をばらまいた2件の殺人未遂事件とこれにかかわる28件すべてに公訴時効が成立した。
事件の捜査に関わった捜査員の延べ人数は130万1千人、捜査対象は12万5千人と言われる。

## 関連事件

### 53年テープ
事件発生の6年前の1978年（昭和53年）8月17日、グリコに金を要求するテープがグリコ常務に送られた事件である。1時間弱のテープの内容は部落解放同盟幹部を名乗る初老の男性の声で、送り主の男は過激派の学生が江崎の誘拐、グリコへの放火、青酸入り菓子のばらまきなどの犯行と引き換えに、グリコに対して3億円を要求する計画を立てているとし、これらの犯行を抑えられないまでも3億円の要求額を1億7500万円に減額できるとして金を要求し、応じるなら指定した手法の新聞広告を出すこととなっていた（グリコは応じなかった）。江崎の誘拐、グリコへの放火、青酸入り菓子のばらまき、連絡に新聞広告を使うなど、後のグリコへの犯行を予告するような内容であった。
このテープが届く2年前から、江崎グリコ常務宅に黄巾族と名乗る人物が手紙や電話で脅迫を続けていたという。
グリコ・森永事件の捜査本部はこの送り主の男をグリコ・森永事件の犯人グループの一味と断定して、犯人グループの一員と目された人物の声紋鑑定の材料にした。同時にこのテープの存在が犯人グループの過激派説の一因ともなった。
1993年（平成5年）末に兵庫県警が53年テープを1分ほどに編集して公開した。

### ニセ夜間金庫事件
1973年（昭和48年）に大阪で起きた大阪ニセ夜間金庫事件もグリコ・森永事件と関係があるのではないかと取り沙汰された。1984年9月18日に森永に1億円を要求した際、マンホールの上に置いた衣装箱の底から1億円を奪取するというトリックじみた手口がニセ夜間金庫事件と類似しているというものであった。

## 事件の特徴
最初は単なる誘拐事件と思われていたが、大手食品会社が次々と脅迫され、実際にシアン化ナトリウム入りの食品がばら撒かれるなど、当時の社会に与えた影響は計り知れないものがあった。
企業への脅迫状とは別に、挑戦状を新聞社や週刊誌に送りつけ、その内容は「けいさつの あほども え」など、警察を挑発したりあざ笑うような内容が多い。自分達の遺留品の細かい出所まで書いたり、失態の責任を取って焼身自殺した滋賀県警本部長（ノンキャリアながら本部長まで出世した人物であった）を「男らしゅうに」と表現し、それと対比させてキャリア出身の責任者を貶めたりするなどしていた。
犯行の際の遺留品の多さにもかかわらず、遺留品が大量かつ広範に流通された商品であったため、犯人の特定には至らなかった。犯人グループの車両から採取されたELと呼ばれる特殊な電子部品の削りかすの廃棄物から捜査が行われたが、犯人に結びつく成果は得られなかった。なお、犯人も終息宣言の後は一切活動をしていない。警察発表では、犯人は何も得てはいないということになっているため、一連の犯行の目的が何であったかは不明のままである。前述の通り、犯人側は1984年9月12日に森永製菓に送りつけた脅迫状の中で、グリコは6億円を支払ったとほのめかしているが、グリコをはじめとする被害にあったメーカーは犯人側への金の支払いを否定している。一説には、脅迫を受けた企業の株価が乱高下しており、それにより利益を得た、あるいは株価の操作そのものが目的だったとする説もある。
脅迫事件において検挙の手がかりとなることの多い犯人と被害者との接触では、要求を伝える電話に子供の声を使用したり、現金の授受にあたって無関係な市民を拘禁・脅迫の上に受け取り役に仕立てるといった、従来の常識からは想定外の手口を使い、これも捜査を困難なものにした。企業から犯人への連絡手段に対しては、犯人が企業に対して要求に応ずる合図として指定された方法での新聞広告を出すことを要求していたことが明らかになっている。

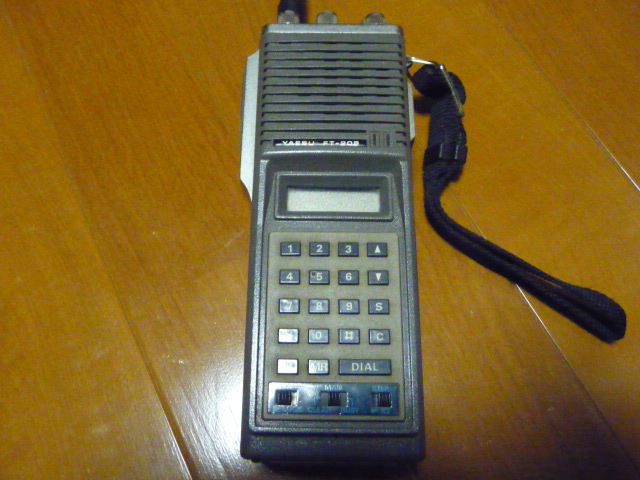
遺留品と同型のアマチュア無線機（八重洲無線FT-208）。簡単な改造で容易に警察無線を傍受できた。

犯行の際に、犯人グループにより警察無線が傍受されていた。当時の警察無線は、通常の都道府県単位で割り当てられている広域使用の周波数は無論、交番や巡回中の警察官同士あるいは、所属の警察署と連絡的に通話する近距離用などを含め、多数の周波数が全都道府県わたって細かく解読されていた。これらの膨大な情報は、専門の出版社より年一回のペースで全国総括版として公然と販売されていた。また毎月の月刊誌では随時、追加や訂正が細かく長年に渡り続けられていた。このために、必要な地域の周波数さえ合わせれば、一般人でも容易に傍受が可能なFM（アナログ）方式が主流であり、受信機器も簡単に入手できた。この事件を契機に、すでに警視庁で一部導入が始まっていた傍受されても会話の内容が分からないよう暗号化されたデジタル方式への早期の全面移行を進めるきっかけにもなった。
グリコ・森永事件の捜査においては、警察は傍受を警戒して、当時、警視庁に数台しかなかったデジタル方式の警察無線で連絡を取っていた。
警察が殺人未遂事件として捜査したシアン化ナトリウム入り食品に関しても、『シアン化ナトリウムが入っていた食品には必ず「どくいり きけん たべたら しぬで」の紙が張られていたのでその罪状が当てはまらないのではないか？』とする意見がある。この点の不備を補うべく、グリコ法こと流通食品への毒物の混入等の防止等に関する特別措置法が制定された。
犯人は1年半の間に、警察には挑戦状、企業と報道機関に脅迫状と挑戦状計144通を出している。
結果として毒入り食品による死者は発生せず、誘拐放火などにより命を落とした人もいなかった。犯人は同時期に世間を騒がせていた京都・大阪連続強盗殺人事件（警察庁広域重要指定115号事件）やロス疑惑についても言及をしている。

## 犯人像の推測
この事件の犯人については、「北朝鮮の工作員」、「大阪ニセ夜間金庫事件の犯人」、総会屋、株価操作を狙った仕手グループ、元あるいは現職警察官
、「元左翼活動家」、各種の陰謀説など多くの説があり、未だに議論は尽きていない。キツネ目の男と呼ばれる不審者の似顔絵も作成された。
事件当時大阪府警本部長だった四方修は、昭和一桁世代のリーダーに実行犯グループが3、4人で女も含まれるグループと見ていた。

### 元グリコ関係者説
江崎家やグリコの内部事情に犯人グループが通じていたことから出た説である。
具体的には江崎誘拐の実行犯が江崎の長女の名前を呼んだこと、江崎誘拐における身代金要求の脅迫状で社長運転手の名前を名指ししたこと、世間一般にほとんど知られていないグリコの関連会社を知っていたこと、江崎を水防倉庫に監禁した際に江崎に着せていたコートが戦前から戦中にかけての江崎グリコ青年学校のものと似ていたこと、グリコがすぐ10億円を用意できることを知っていたことなどである。ほかにも人質を取ったり放火したりしたことや、脅迫状ではグリコ以外の会社の社長を「羽賀」「松崎」「浦上」「藤井」と苗字で書く中で江崎社長のみ「勝久」と名前で書いていることなど他の企業を脅迫したときにはない特徴があることから、グループの中にグリコに怨みを持つ者がいるのではないかと言われる。
他にも53年テープの存在もグリコへの怨恨が原点にあるという説の補強材料になっている。

### 株価操作説
株価操作説の場合、1984年1月時点で745円だったグリコ株は、社長誘拐・工場放火事件があった翌日5月17日には、598円にまで下がっている。すなわち、商品に不信を抱かれることによる株価下落を前提にすれば、結果24.5%の利益を得られたとも考えられる。加えて事件の「終息宣言」を受けて値が戻ることも前提にすれば、底値と思われる時点で買いに転じて、さらに利益も得られる計算になる。
『週刊現代』で株式情報の担当記者をしたことのある作家の宮崎学は、単純に市場で株式売買するのではなく、企業に自社株を買い取らせる仕手で100億円の利益が得られる可能性を指摘している。宮崎学に任意聴取した刑事も、この説を宮崎に述べたという。
警察でも、現金奪取はカムフラージュで株価操作による利益が目的だった可能性を考えて、事件に関係した企業の空売り・買い戻しで目立った動きをした人物や団体は徹底的にチェックしていた。中でも当時ビデオセラーという会社を運営していた仕手グループは、最重要監視対象として目をつけられていたという。しかし、そもそも金が目当ての犯行でないならこの説にも疑問符が付く。

### 被差別部落説
この事件に関しては、被差別部落関係者が関与しているという説もある。その根拠は、9月18日の森永の男の子の声による脅迫テープを分析した結果、周辺環境の音の中に皮革製品に使用される独特のミシンの音が入っていたということ、犯人グループが使用したもののほとんどが社会的少数派の多い町の近くのスーパーで購入されていたこと、というものであった。しかし、被差別部落関係に対する捜査について作家の宮崎学は、部落解放同盟が抗議をしたため捜査が打ち切られたとしている。被差別部落出身者の関与については、一橋文哉によるノンフィクション『闇に消えた怪人 グリコ・森永事件の真相』でXとしてほのめかされ、この事件をモチーフにした高村薫の小説『レディ・ジョーカー』でも扱われている。

### 宮崎学説
評論家・ノンフィクション作家の宮崎学は、犯人グループの一人と目されたキツネ目の男に酷似していること、過去にマスメディアを操作して警察と敵対したこと、会社を倒産させて借金を抱えていたこと、地理的条件や無法者との人脈などから犯人として疑われ、最重要参考人として事情聴取を受けた。結局アリバイがあったことと物証がなかったことから捜査対象から外れている。宮崎は『噂の真相』1985年10月号で事件に関して語り、その後も1996年（平成8年）に出した自伝『突破者 戦後史の陰を駆け抜けた五十年』で触れたり、『グリコ・森永事件最重要参考人M』を著したりするなどした。宮崎の友人の大谷昭宏は『グリコ・森永事件最重要参考人M』や同時期のテレビ番組で、宮崎のことを犯人として疑い、宮崎からの反論を受けた。後に大谷は2005年に出演したテレビ番組の中で、「実はまだ少し疑っている」という旨を笑い話として述べた。大谷は2007年（平成19年）6月に発行された『こちら大阪社会部+α社長誘拐スクープ編』のあとがきでも、同じ趣旨のことを述べた。
しかし、丸大食品事件とハウス食品事件でキツネ目の男を実際に2度にわたって目撃した唯一の捜査員は、手記で「一時期話題になったM氏など論外です」と宮崎説を一蹴している。

### 北朝鮮工作員グループ
事件終結後に産経新聞1997年（平成9年）7月4日付朝刊や『週刊文春』で報じられた、捜査線上で浮上した北朝鮮の工作員関係者のグループである。53年テープの声に似た兵庫県の貿易会社社長が北朝鮮の非合法活動の黒幕的存在で、その周辺にキツネ目の男やビデオの男によく似た人物がおり、江崎グリコ社長を恨む北朝鮮工作員との証言がある考古学者もグループに属していた。犯人グループがグリコに要求していた100 kgの金塊を持っていたことから、捜査が行われた。ただし、これは北朝鮮の国家的謀略というものではなく、北朝鮮の金鉱山への開発投資に失敗して金策に困った北朝鮮工作員のグループの犯行ではないかというものだった。しかしグループの中心とされた社長は1987年（昭和62年）にすでに死去しており、1998年（平成10年）に行われた首謀者と目された人物の声紋鑑定やグループ内でキツネ目の男やビデオの男と疑われた人物の面割捜査で、別人であるという結論があり、捜査が打ち切られたという。
また、事件当時は、北朝鮮工作員による日本人拉致事件が数多く発生しており、これらの拉致事件を隠蔽しかつ、捜査を攪乱（）させるために北朝鮮工作員グループが事件を起こした、とする説も浮上した。だが、この説も現在では根拠及び確証に乏しいことから否定的に捉えられている。

### 元暴力団組長グループ
1990年（平成2年）ごろから捜査本部がターゲットに絞ったのが、暴力団の元組長の実業家を中心とするグループである。元組長が1979年（昭和54年）にグリコから5億円を脅し取ろうとして拒否された過去があること、元組長の銀行口座に被害にあった企業の関係者から3億円の入金があったこと、犯行に使われたのと同種の和文タイプライターやタクシー払い下げ車輌を親族が所有していること、グリコに恨みを持つ人物が周辺にいたこと、53年テープに登場する人物と接点があることなどが疑惑の根拠となった。捜査本部は1992年（平成4年）3月に元組長を始めとするグループに任意同行を求めて事情聴取を行ったが、容疑を認める者は誰もおらず、物証もなかった。主要なメンバーにはアリバイもあった。捜査本部が最後に総力を挙げて取り組み、グリコ・森永事件の捜査史上最大とも言われるこのグループへの捜査だったが、これをもって事実上グリコ・森永事件の捜査は終了した。

### 5億円強奪事件犯
1994年の福徳銀行5億円強奪事件で事情聴取されその後自殺した人物（通称ミイラ男、てっちゃん）が関与していたという説。森下香枝『グリコ・森永事件「最終報告」 真犯人』で主張されており、強奪事件の共犯者は森下の取材に対し、彼がグリコ・森永事件に関わっていたという話を聞いたことがあると語った。

## その他
この事件で江崎グリコに次いで脅迫されたのは丸大食品であったが、当初この事実は合同捜査本部により伏せられ、3社目に森永製菓が脅迫された事件を毎日新聞がスクープし連続脅迫が発覚、社会に衝撃を与えた（当局は当初、便乗犯であり誤報だとの態度をとったが、その後犯人側の声明文で確認された）。事件が「グリコ・丸大事件」ではなく「グリコ・森永事件」と呼ばれるのはこのためとみられている。
犯人グループは読売新聞社に宛てた挑戦状でおよそ30年前の1955年に森永製菓の関連会社である森永乳業が引き起こした森永ヒ素ミルク中毒事件を例に挙げ「森永 まえ ひそで どくのこわさ しっとるやないか」と森永製菓を挑発していた。同じ挑戦状では明治製菓が当時売上げ1位で、グリコの次は明治が狙われると誰もがそう思う、だから明治（を標的にするの）はやめたという旨も書かれている。
安倍昭恵は父が森永製菓の社長だったことから、本人にも警察の警護がついた。
作詞家の川内康範は、『週刊読売』誌上で犯人に対し私財1億2000万円を提供するから、この事件から手をひくように呼びかけたが、犯人グループは拒絶した。
河内音頭家元の河内家菊水丸は、事件をモチーフにした曲をいくつか発表している。1984年に江崎グリコへの脅迫収束宣言に曲をつけた作品「グリコ事件終結宣言音頭」をカセットテープで発売し、1994年時点で約1万5000本を売り上げた。「グリコ事件終結宣言音頭」は『おはよう!ナイスデイ』に菊水丸が出演した際にも歌い、2000年時点で作詞印税だけで約130万円に達するが、菊水丸は「作詞者はグリコ・森永事件の犯人」として日本音楽著作権協会（JASRAC）に登録しており、作詞印税を受け取っておらず2019年現在もJASRACが全額を保管しているとされる。「グリコ事件終結宣言音頭」を制作中に脅迫収束宣言のメモ書きを道に落とし、警察から事情聴取を受けたとラジオ番組で告白した。
アマチュア無線用の144 MHz帯ハンディー機を受信改造して警察無線を傍受したり、不二家脅迫事件での無線でやり取りをするなど無線通信に対する知識も高いとされている。ただし、専門職の域には達しない。アマチュア無線機の一部の機種は基板上の簡単な工作で広帯域受信が可能だったからである。これらの機種はアマチュア無線ショップで簡単に購入することができ、アマチュア無線の入門である電話級用であった（電話級アマチュア無線技士（現 第四級アマチュア無線技士）は、一時期「6歳児でも取れる国家資格」といわれ、物議をかもした）。また改造方法などを掲載するラジオライフ誌があった。このため、この面から犯人を絞り込むことは事実上不可能だった。
なお、ハウス食品脅迫事件では、人質事件以外では極めて稀な報道協定が締結された。しかし、この協定には疑問の意見が噴出し、まず日本新聞協会に属さない新左翼系の『人民新聞』が報道し、続けて日本雑誌協会に属さない『噂の真相』の記事が決定打となって、『噂の真相』の発売日に事件未解決にもかかわらず、報道協定は解除された。この報道協定の件は、犯人グループも「報道の自由の自殺やないか」と批判している。
1985年に起きた大阪連続バラバラ殺人事件では、犯人が「怪人22面相」とした犯行声明を警察に送り届けた。最初はグリコ森永事件のかい人21面相を真似たいたずらと推測されたが、届いた手紙には当初公開していなかった殺害内容の詳細な記述があったことから犯人によるものと判明。犯人は1995年（平成7年）に逮捕された。
1999年（平成11年）12月に大阪府摂津市で発生した身代金誘拐事件の摂津小2女児誘拐事件は、大阪・誘拐・関西弁・身代金受取場所指示などで、グリコ・森永事件と共通点が指摘されたが、2000年4月に犯人が逮捕され、関連はないことが判明している。
この事件により、グリコと森永の経営は大きな打撃を受けた。製品は一時撤去され、広告も半年にわたり自粛。森永は当時放送されていたテレビアニメ『キン肉マン』とフジテレビ系土曜18時30分枠アニメのスポンサーを降板した。一方のグリコも長年スポンサーを務めたラジオ番組『リクエスト合戦』を降板。それら以外の番組提供は降板しなかったもののCMを自粛した（森永は『夜のヒットスタジオ』など）。その後両社は特別CMを放送して広告再開を果たした後、ともにロゴタイプを変更した。
またこの事件以降、江崎グリコ製品の包装は、開封された場合元に戻せないように設計されている（一時期は商品に「Glico 安全包装」のロゴが入ったフィルム包装をかけていたこともあった）。
同時期にパラコート連続毒殺事件が発生したこともあり、食品業界全体が包装を不可逆なものにしていく流れとなった。

## 類似事件
本事件同様、市販の飲食物に毒物を混入した事件としては1977年の青酸コーラ無差別殺人事件がある。この事件では東京で2名が死亡、大阪で1名が病院搬送となった。その後、混入対象をコーラから、本件同様のチョコレートに変更した事件が発生したが、いずれも殺人については未遂に終わった。そのうちの1件（2月14日の事件）では、社会的なメッセージを残すという本件にもつながる行為が見られた。
また1982年、アメリカで、ジョンソン・エンド・ジョンソン社のタイレノールにシアン化カリウムが混入され、7名が死亡する事件（en:1982 Chicago Tylenol murders）が発生している。
事件が発生した1984年から1985年にかけて、かい人21面相に便乗して模倣犯が食品企業を脅した企業恐喝事件が多発し、この中には小中学生がファミコン欲しさにネスレ日本を恐喝する、という事件もあった。
1985年には、ニコチン入りの製品をばらまくと脅されたロッテが警察に届けずに、3000万円を支払う裏取引に応じた。翌1986年（昭和61年）に再び5000万円の支払いを要求されたために、今度は警察に通報して当時55歳の22号と名乗っていた男は7月3日に逮捕された。この事件でいったんは脅迫犯に屈して裏取引に応じたロッテは批判にさらされ、客の安全が第一だったと弁明した。
これらの模倣犯を、筑波大学教授の小田晋は「コバンザメ犯罪」と名付けた。本物の犯人グループも脅迫状で偽者との取り引きに応じないように企業に呼びかけた。なお、犯人グループは江崎勝久の声を録音したテープを同封することで自らが本物である証としていた。
台湾では千面人として報道され、グリコ・森永事件のかい人21面相は有名だったという。1984年12月27日に台中市に住む34歳の男がグリコ・森永事件を真似て、インスタントラーメンに毒を入れ食品会社に日本円にして1億5千万円を要求したとして、41時間後に逮捕されるという事件があった。さらに2005年5月、台湾・台中市のコンビニエンスストアの店頭で、シアン化物の混入された瓶入り栄養ドリンク「蛮牛」が置かれ、それを購入・飲用した4人が相次いでシアン化物中毒症状を引き起こし、うち男性1名が5月18日深夜に死亡、2名が重体となった。この栄養ドリンクにはパソコンのプリンターで「有毒、勿喝」（毒入り。飲むな）と印刷されたシールが添付され、グリコ・森永事件を真似た悪質ないたずらとして現地マスコミが大々的に報道した。台湾の衛生当局は保力達ブランドの商品を安全が確認されるまで発売しないように通達した。5月27日に犯人の男が逮捕され、恐喝を目的としグリコ・森永事件を真似たものであると供述した（zh:毒蠻牛事件）。
この「グリコ森永事件」の発生から30年に当たる2014年、「怪人28号」なる人物名を名乗る男（年齢・氏名不詳）から、江崎宛に「あれから30年、お金も尽いてきた」などと書かれた脅迫状が送りつけられ、5000万円を要求する事件があった。男は恐喝未遂で2014年11月30日に逮捕されたが、グリコ・森永事件との直接の関連については低いとされている。

## 事件を扱った作品

### 映画
- 罪の声

### 書籍
- 『罪の声』塩田武士